# Richie Rich (série télévisée d'animation, 1980)
Pour les articles homonymes, voir Richie Rich (homonymie).
Richie Rich est une série d'animation américaine en quarante-et-un épisodes de 30 minutes, diffusés entre le 8 novembre 1980 et le 1er septembre 1984 sur ABC. Elle est basée sur le personnage du même nom des Harvey Comics. La série partage son créneau horaire avec Les Voyages fantomatiques de Scoubidou, The Little Rascals, Pac-Man et Monchhichis pendant les quatre années de sa diffusion originale. En 1988, la série est rediffusée en composante du programme Hanna-Barbera dingue dong.

## Fiche technique
Sauf indication contraire, les informations mentionnées dans cette section peuvent être confirmées par la base de données cinématographiques IMDb,  présente dans la section « Liens externes ».
- Titre original : Richie Rich
- Réalisation : George Gordon, Ray Patterson, Rudy Zamora, Bob Hathcock et Carl Urbano
- Scénario : Paul Haggis, Michael Maurer, John Bradford, John W. Dunn, Mark Evanier, Joan Howard, Norman Maurer, Bob Ogle, Tom Yakutis, Sharman Divono, Jack Enyart, Gordon Kent, Ken Rotcop, David Schwartz, Matt Uitz et Warren Kremer
- Photographie :
- Musique :
- Casting : Ginny McSwain
- Montage : Gil Iverson
- Décors :
- Production : Don Jurwich et Oscar Dufau
  - Producteur délégué : Joseph Barbera et William Hanna
  - Producteur créatif : Iwao Takamoto
- Sociétés de production : Hanna-Barbera Productions et The Harvey Entertainment Company
- Société de distribution : Taft Broadcasting
- Chaîne d'origine : ABC
- Pays d'origine :  États-Unis
- Langue originale : anglais
- Genre : Animation
- Durée : 30 minutes

## Distribution

### Version originale
- Sparky Marcus : Richie Rich
- Dick Beals : Reggie Van Dough
- William Callaway : Professeur Keenbean
- Nancy Cartwright : Gloria Gad
- Joan Gerber : Mme Rich
- Christian Hoff : Freckles Friendly
- Robert Ridgely : Le Collectionneur
- Frank Welker : Dollar le chien
- Stanley Jones : Cadbury
- Janet Waldo : Mayda Munny
- Ed Begley Jr., Susan Blu, Rodger Bumpass, Joyce Jameson, Stan Jones, Casey Kasem, Tress MacNeille, Dave Madden, Kenneth Mars, Chuck McCann, Alan Oppenheimer, Philip Proctor, Stanley Ralph Ross, Marilyn Schreffler, Hal Smith, John Stephenson, Neil Ross et Jimmy Weldon : voix additionnelles

### Voix françaises
- Jackie Berger : Richie Rich
- Odile Schmitt : Robota, Jackie Jokers et Reggie Van Dough
- Jean-Claude Donda : Cadbury et le père de Richie
- Jean-François Kopf : Professeur Latrouvaille et Chef Pierre
- Marie-Laure Beneston : Rookie
- Sauvane Delanoë : Gloria
- Sylvie Jacob : Laure Friqué

## Épisodes

### Saison 1
1. The Robotnappers / Treasure Chest / Piggy Bank Prank / Gems / Muscle Beach
2. The Rare Scare / Treasure Chest / Kitty Sitter / Gems / One of Our Aircraft Carriers is Missing
3. Silence is Golden / Treasure Chest / The Shocking Lady Strikes Again / Gems / Spring Cleaning
4. The Kangaroo Hop / Treasure Chest / Car Wash / Gems / The Blur
5. Irona vs. Demona / Treasure Chest / Chef's Surprise / Gems / The Snow Bounders
6. The Abominable Snow Plan / Treasure Chest / Miss Robot America / Gems / Constructo
7. Counterfeit Dollar / Treasure Chest / The Greatest Invention in the World / Gems / Who's Afraid of the Big Bad Bug
8. Poor Little Richbillies / Treasure Chest / Chowhound / Gems / Mystery Mountain
9. Wiped Out / Treasure Chest / Welcome, Uncle Cautious / Gems / Disaster Master
10. TV Dollar / Treasure Chest / Disappearing Dignitaries / Gems / The Most Unforgettable Butler
11. Prankster Beware / Treasure Chest / Clothes Make the Butler / Gems / Phantom of the Movies
12. Cave Boy Richie / Treasure Chest / Young Irona / Gems / The Great Charity Train Robbery
13. Baseball Dollar / Treasure Chest / The Sinister Sports Spectacular / Gems / It's No Giggling Matter

### Saison 2
1. Space Shark / Treasure Chest / The Chef's Watch Dog / Gems / Schoolhouse Romp
2. Richie of the Round Table / Treasure Chest / I Want My Mummy / Gems / Canine Cadet
3. Voodoo Island / Treasure Chest / Tooth is Stranger Than Friction / Gems / Butlering Made Easy
4. A Special Talent / Treasure Chest / Villains Incorporated / Gems / Bye-Bye Baby
5. Rich Mice / Treasure Chest / King Bee / Gems / Chilly Dog
6. Money Talks / Treasure Chest / Mischief Movie / Gems / An Ordinary Day
7. Dog Gone / Treasure Chest / Carnival Man / Gems / The Day the Estate Stood Still
8. Around the World on Eighty Cents / Treasure Chest / No Substitute for a Watch Dog / Gems / Robot Robber

### Saison 3
1. Born Flea / How Human
2. The Collector / Money Plant
3. The Midas Touch / Ball Room
4. Genie With the Light Brown Hair / Dignified Doggy
5. Coin Flipper / Mayda Munny
6. Busy Butler / The Haunting of Castle Rich
7. Shoe Biz / Sugar Bowl
8. Suavo / The Giant Ape Caper
9. Richie Goes to Shirik / The Pie-Eyed Piper
10. Guard Dog / Giant Pearl
11. The Youth Maker / Robot Bug Guards
12. I Say You All / Boy of the Year
13. Dollar's Exercise / Richie's Cube
14. The Maltese Monkey / Everybody's Doing It
15. Hard to Study / Gold Frame
16. Look Alike / Sky Hock

### Saison 4
1. Richie Hood / The T.V. Phantom
2. A Whale of a Tale / Rich No More
3. The Ends of the Earth / The Snowman Cometh
4. The Iron Story / Mayda and the Monster
5. Video World